# Safe (film, 2012)
Pour les articles homonymes, voir Safe.
Pour plus de détails, voir Fiche technique et Distribution.
Safe, ou Saine et Sauve au Québec, est un film d'action américain réalisé par Boaz Yakin sorti en 2012.

## Synopsis
Luke Wright (Jason Statham), ancien policier du NYPD et combattant en cage, remporte involontairement un combat truqué car le combattant devait être expérimenté et c'était en réalité un débutant. Émil Dochesky (Sandor Tecsy), le chef de la mafia russe, dit à son fils Vassily (Joseph Sikora) et à ses hommes de tuer la femme enceinte de Wright en guise de punition, puis de promettre de tuer toute personne à qui il parle régulièrement. Luke laisse sa vie derrière lui, devenant ainsi un clochard sans abri. 
Mei, une jeune chinoise prodige des mathématiques est kidnappée par des hommes travaillant pour le chef de la Triade, Han Jiao, qui souhaite utiliser Mei comme calculatrice mentale pour éliminer l'empreinte numérique traçable de son entreprise criminelle. Han l'envoie à New York sous la garde de son bras droit brutal Quan Chang.
Un an plus tard, Han arrive de Chine et demande à Mei de mémoriser un long numéro. Alors qu'ils étaient en route pour en récupérer un deuxième, leur véhicule tombe dans une embuscade tendue par la mafia russe. Mei est emmenée chez Émil, qui demande le numéro, mais elle refuse. Avant de pouvoir l'interroger davantage, ils sont interrompus par la police envoyée par le capitaine corrompu Wolf, qui travaille pour Han.Dans la confusion,  Mei s'échappe et est poursuivie par les Russes jusqu'à une station de métro voisine, où Luke envisage de se suicider. Reconnaissant Chemyakin comme l'un des hommes qui ont tué sa femme et voyant la détresse de Mei, Luke monte à bord du train et tue Chemyakin et les autres Russes. Mei s'enfuit au prochain arrêt, pour être arrêtée par deux agents de l'unité de Wolf.
Luke arrive et les neutralise, convainquant ainsi Mei de ses bonnes intentions avant de tuer également les Russes qui les poursuivaient. Cachés dans un hôtel, Mei explique le numéro à Luke, qui devine qu'il s'agit du code d'un coffre-fort à combinaison. Cependant, Quan retrouve Mei grâce à son téléphone portable et s'échappe avec elle lors d'une diversion alors que Luke se bat contre les hommes de Quan. De l'autre côté de la ville, le capitaine Wolf rencontre le maire Danny Tremello, qui a appris que Luke est impliqué et met en garde Wolf, expliquant que Luke n'était pas un flic ordinaire, mais un tueur à gages des opérations noires, qui a été prêté par le gouvernement en guise de faveur à Tremello par des amis de la CIA peu après le 11 septembre. Avec son ancien partenaire Alex Rosen , Luke a assassiné plusieurs chefs des syndicats du crime dans le but d'imposer l'ordre mais Luke a démissionné après avoir dénoncé l'équipe de détectives de Wolf comme étant de sales flics. Luke vit une vie d'exil en guise d'expiation pour les choses qu'il a faites pour le gouvernement.
.À l'aide du téléphone de Chemyakin, Luke retrouve Vassily, abat ses gardes du corps, le tabasse et le kidnappe. Emil accepte à contrecœur un accord pour sauver la vie de son fils, expliquant que le numéro de Mei ouvre un coffre-fort fortement gardé dans le quartier chinois avec 30 millions de dollars, bien qu'il ne connaisse pas le contenu d'un deuxième coffre-fort. Ayant besoin d'une équipe pour accéder au coffre-fort, Luke recrute Wolf et son équipe. Ensemble, ils entrent dans un casino tenu par la Triade de Han , combattent et abattent de nombreux gangsters pour atteindre le coffre-fort. Alors que Luke est sur le point de l'ouvrir, Wolf tente de le trahir, mais Luke tue les détectives restants et prend Wolf en otage. En utilisant l'argent, Luke soudoie Alex, qui est maintenant l'assistant du maire et son petit ami, pour qu'il sauve Mei. Alex révèle que le deuxième coffre-fort appartient au maire, contenant un disque contenant des données sur tous les syndicats du crime de New York. Alex rencontre et tue Quan et ses hommes sous les yeux de Mei.
Pendant ce temps, Luke attaque le maire et récupère une copie du disque du maire. Alex et Luke organisent une rencontre, mais Luke refuse de rendre l'argent et suggère plutôt de le régler par une bagarre. Avant qu'ils puissent commencer, Mei tire sur Alex, le blessant et Luke l'achève. Par la suite, Luke donne 50 000 $ à Wolf et lui demande de rendre Vassily sain et sauf à son père. Il envoie le reste de l'argent à Han pour acheter la liberté de Mei, menaçant de ruiner les opérations de Han s'il tentait de récupérer Mei. Han quitte New York avec dégoût alors que Luke cache plusieurs copies du disque dans toute la ville. Luke et Mei envisagent de quitter la ville et de se diriger vers l'ouest, jusqu'à Seattle, où Mei pourra s'inscrire dans une école pour enfants surdoués. Lorsque Mei demande s'ils sont enfin en sécurité, Luke répond qu'ils le seront un jour.

## Fiche technique
- Titre français et original : Safe
- Titre québécois : Saine et Sauve
- Réalisation : Boaz Yakin
- Scénario : Boaz Yakin
- Musique : Mark Mothersbaugh
- Photographie : Stefan Czapsky
- Montage : Frédéric Thoraval
- Décors : Joseph C. Nemec III
- Direction artistique : Jesse Rosenthal
- Costumes : Ann Roth
- Production : Lawrence Bender et Dana Brunetti

Production exécutive : Kevin Spacey, Stuart Ford, Brian Kavanaugh-Jones, Steve Chasman et Deepak Nayar
Producteur associé : John R. Woodward
- Sociétés de production : Automatik Entertainment, Current Entertaiment, IM Global, Lawrence Bender Productions et Trigger Street Productions
- Sociétés de distribution :

 États-Unis : Lions Gate Film
 France : Wild Bunch Distribution
- Budget : 30 millions $
- Pays d'origine : États-Unis
- Langues originales : anglais, mandarin et russe
- Format : couleurs - 2,35 : 1 - Son Dolby Digital
- Genre : action
- Durée : 94 minutes
- Dates de sortie[1] :
  -  États-Unis : 27 avril 2012
  -  France : 27 juin 2012
- Tous public avec Avertissement

## Distribution
- Jason Statham (VF : Boris Rehlinger ; VQ : Louis-Philippe Dandenault) : Luke Wright, combattant en cage, ancien policier du NYPD
- Anson Mount (VF : Laurent Mantel ; VQ : Jean-François Beaupré) : Alex Rosen
- James Hong : Han Jiao, chef de la Triade
- Reggie Lee (VF : Philippe Bozo ; VQ : Alexis Lefebvre) : Quang Chang, homme de main de Han Jiao
- Joseph Sikora (VF : Cédric Ingard ; VQ : Patrice Dubois) : Vassily Dochesky
- Sandor Tecsy (VF : Gérard Surugue ; VQ : Guy Nadon) : Émil Dochesky, chef de la mafia russe, père de Vassily
- Catherine Chan (VF : Aaricia Dubois ; VQ : Ludivine Reding) : Mei, fillette chinoise, prodige des mathématiques
- Matt O'Toole (VF : Antoine Tomé) : inspecteur Lasky
- Igor Jijikine : Chemyakin, homme de main d'Émile
- Oksana Lada : Martin
- Danny Hoch (en) (VF : Yann Pichon) : Julius Barkow
- Jennifer Butler : Boyds
- Chris Sarandon (VF : Gabriel Le Doze) : le maire Danny Tremello
- Robert John Burke (VF : Serge Biavan ; VQ : Éric Gaudry) : Wolf, capitaine de police corrompu
- David Whiteley : hôtesse de Mamischka

 Source et légende : version française (VF) sur RS Doublage  et AlloDoublage
 Source et légende : version québécoise (VQ) sur Doublage.qc.ca.

## Production

### Tournage
Le tournage s'est déroulé à New York et à Philadelphie, entre octobre et décembre 2010.

## Accueil

### Critiques
Le site d'agrégation de critiques Rotten Tomatoes rapporte que 57 % des critiques ont donné une critique positive au film. Le consensus du site dit que "bien que percutant et violemment inventif, Safe se révèle finalement trop formel pour se démarquer du thriller d'action - y compris certains des meilleurs films de sa star". Sur Metacritic, le film a un score de 55⁄100 basé sur 25 critiques.
L'accueil en France est aussi mitigé, puisque pour 11 critiques, le site AlloCiné lui attribue une moyenne de 2.3⁄5. Sens Critique recueille lui  5,5/10 avec 86 critiques.

### Box-office
Le film est un échec commercial, avec seulement 17 142 080 dollars en Amérique du nord et récolte 40 346 186 dollars dans le monde pour un budget de 30 000 000 dollars.
En France, le film totalise 310 145 entrées.
| Pays ou région    | Box-office      | Date d'arrêt du box-office | Nombre de semaines |
| ----------------- | --------------- | -------------------------- | ------------------ |
| États-Unis Canada | 17 142 080 $    | -                          | -                  |
| France            | 310 145 entrées | -                          | -                  |
| Total mondial     | 40 346 186 $    | -                          | -                  |